# Alexandre Balouïev
Alexandre Balouïev (en russe : Александр Николаевич Балуев), né le 6 décembre 1958 à Moscou dans l'Union soviétique), est un acteur russe.

## Filmographie partielle
- 1988 : La Femme du marchand de pétrole (Жена керосинщика) de Alexandre Kaïdanovski
- 1995 : Le Musulman (Мусульманин) de Vladimir Khotinenko
- 1996 : Ligne de vie (Линия жизни) de Pavel Lounguine
- 1997 : Le Pacificateur (Миротворец) de Mimi Leder
- 1998 : Moumou (Му-Му) de Iouri Grymov
- 2002 : Un nouveau russe (Олигарх, Oligarkh) de Pavel Lounguine
- 2003 : Bénissez la femme (Благословите женщину) de Stanislav Govoroukhine
- 2010 : Kandahar (Кандагар) de Andreï Kavoune
- 2015 : Le Guerrier (Воин) de Alexeï Andrianov
- 2019 : Le Français (Француз) d'Andreï Smirnov
- 2020 : Dans la Lune (На Луне) de Egor Kontchalovski